# گوستا اولسون
گوستا اولسون (انگلیسی: Gösta Olson؛ ۱۰ مه ۱۸۸۳ – ۲۳ ژانویه ۱۹۶۶) ژیمناست هنری و شمشیرباز اهل سوئد بود.
وی در مسابقات کشوری و بین‌المللی در مجموع برندهٔ ۱ مدال طلا شده‌است.